# Methylantranilaat
Methylantranilaat is een organische verbinding met als brutoformule C8H9NO2. De stof komt voor als een licht- tot donkergele, heldere vloeistof of vaste stof: het stolpunt ligt immers net onder kamertemperatuur. Ze is in geringe hoeveelheden aanwezig in verschillende etherische oliën, voornamelijk neroli (de etherische olie van zure sinaasappel) en de oliën van andere citrusvruchten.

## Synthese
Methylantranilaat kan bereid worden door de verestering van antranilzuur met methanol of door de omzetting van methyl-N-methylantranilaat (dimethylantranilaat) door micro-organismen. Dimethylantranilaat is een hoofdbestanddeel van de bladolie van citrus reticulata (mandarijnen), en het methylantranilaat dat op deze wijze verkregen wordt, wordt als natuurlijk product aangeduid. De omzetting gebeurt door schimmelsoorten die voldoende tolerant zijn voor de stof. Methylantranilaat is immers in het algemeen toxisch voor micro-organismen.

## Toepassingen
Methylantranilaat heeft een bittere druivensmaak en een fruitige geur van oranjebloesem, en wordt gebruikt als geur- en smaakstof, onder meer in deodoranten. Aan voedingswaren (snoep, frisdranken) wordt het toegevoegd om er een kunstmatige druivensmaak aan te geven. Het is ook een tussenproduct in de synthese van andere aromachemicaliën.
Het is ook een biocide en wordt verwerkt in afweermiddelen voor vogels. Het gebruik als biocide is niet meer toegelaten in de Europese Unie.